# II. Claude d’Aumale

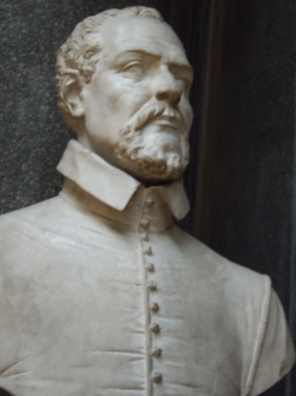
II. Claude d’Aumale mellszobra a versailles-i kastélyban

II. Claude d’Aumale (Joinville, (Champagne-Ardenne), 1526. augusztus 18. – La Rochelle, 1573. március 3.) Aumale hercege és Mayenne márkija, a Guise-ház tagja, hadvezér és a francia vallásháborúk során a katolikus párt egyik prominense volt.
Claude, az első guise-i herceg és Antoinette de Bourbon-Vendôme hatodik gyermeke és harmadik fia volt, 1550-ben elhunyt atyjától örökölte aumale-i hercegségét. Katonai karrierje 1544-ben kezdődött I. Ferenc lotaringiai herceg seregében. 1545-ben Boulogne ostrománál, 1551-ben Piemont meghódításánál harcolt. 1552-ben az ún. „Három püspökség” (Toul, Metz és Verdun) visszahódítására induló császári csapatok fogságába esett, és családja csak 1555-ben tudta kiváltani. 1558 januárjában fivére, François de Guise oldalán harcolt Calais-nak az angoloktól több, mint kétszáz év utáni visszahódításakor.
II. Henrik, akinek udvarában François de Guise és másik fivére, Charles de Lorraine bíboros jelentős befolyást gyakorolt, fővadászmesterré és Burgundia kormányzójává nevezte ki, ráadásul 1547-ben a király befolyásos szeretője, Diane de Poitiers lányát vette feleségül. Az 1562-ben kitörő vallásháborúkban egész családjához hasonlóan a szélsőséges katolikusok pártjához csatlakozott. 1563-ban meggyilkolt bátyjától örökölte Mayenne-t.
1572. augusztus 24-én, Szent Bertalan éjszakáján unokaöccse, I. Henri de Guise társaságában a hugenotta nemesek legyilkolására küldött csoport vezetői közé tartozott.
1573-ban csatlakozott Anjou hercegéhez, a későbbi III. Henrikhez, aki a protestánsok kezén levő tengerparti erősség, La Rochelle ostromára indult. Itt esett el az egyik rajtaütés során, csatakígyótól találtan. Halála után Aumale-t a fia, a később hercegséggé emelt Mayenne-t viszont unokaöccse, Charles kapta meg.

## Házassága, utódai
1547. augusztus 1-jén vette feleségül Louise de Brézét (1518–1577), Louis de Brézé normandiai sénéchal-nak és Diane de Poitiers-nak, II. Henrik szeretőjének leányát. Tizenegy gyermekük született:
1. Henri (1549–1559), gyermekként meghalt;
2. Catherine (1550–1606), 1569-től Nicolas de Mercœur herceg felesége;
3. Madeleine Diane (1554–?), fiatalon elhunyt;
4. Charles (1555–1631), Aumale hercege;
5. Diane (1558–1586), 1576-tól François de Luxembourg Piney-Luxembourg-i herceg felesége;
6. Antoinette (1560–?), fiatalon elhunyt;
7. Antoinette Louise (1561–1643), Soissons apátnője;
8. Antoine (1562–?), fiatalon elhunyt;
9. Claude (1564–1591), a chartres-i Szentatya kolostor apátja, Aumale lovagjának nevezték;
10. Marie (1565–1627), chelles-i kolostor apátnője;
11. Charles (1566–1568), gyermekként meghalt.